# Toft (Warwickshire)
Toft – osada w Anglii, w hrabstwie Warwickshire. Leży 21 km na wschód od miasta Warwick i 122 km na północny zachód od Londynu.